# Diplophonie
La diplophonie (du grec διπλόοϛ, diploos, "double", et φωνή, phônê, "son") est un symptôme otorhinolaryngologique et phoniatrique. Il s'agit d'un sujet qui émet, lorsqu'il tente de parler ou chanter, un son comportant simultanément deux fréquences fondamentales, chacune engendrant ses propres harmoniques.